# Soompi
Soompi é um site que cobre assuntos relacionados à cultura pop coreana. Possui uma das maiores comunidades internacionais de Internet sobre K-pop, concentradas principalmente em seus fóruns. Mais de 7.500.000 pessoas visitam o Soompi todo mês, que oferece serviços em inglês, espanhol, português e francês, para atender pessoas de países que não falam o inglês.
Desde sua criação no final da década de 1990, o Soompi tornou-se uma importante fonte para a cultura popular coreana, e é um dos sites mais visitados com cobertura sobre o K-pop.